# Obake
Obake (お化け?) y bakemono (化け物?) son una clase de yōkai, criaturas sobrenaturales del folclore japonés. Literalmente, los términos significan "una cosa que cambia", en referencia a un estado de transformación o cambio de forma.

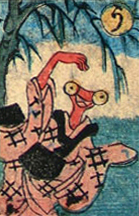
Obake Karuta

Estas palabras son a menudo traducidas como fantasma, pero principalmente se refieren a seres vivos o seres sobrenaturales que han asumido una transformación temporal, y estos bakemono son distintos de los espíritus de los muertos. Sin embargo, como un uso secundario, el término obake puede ser sinónimo de yūrei, el fantasma de un ser humano fallecido.
La verdadera forma del bakemono puede ser un animal, como un zorro (kitsune), un perro mapache (tanuki), un tejón (mujina), una transformación de gato (bakeneko), el espíritu de una planta como un kodama, o puede poseer un alma de un objeto inanimado, en el sintoísmo y otras tradiciones animistas. A los obake derivados de los objetos del hogar a menudo se les llama tsukumogami.
El bakemono generalmente se disfraza como un ser humano o aparece en una forma extraña o aterradora, como un hitotsume-kozo, un ōnyūdō, o un noppera-bō. En el uso común, cualquier aparición extraña puede ser referida como un bakemono o un obake, por lo que el sinónimo sería el de yōkai.